# Чердынцева, Надежда Викторовна
Надежда Викторовна Чердынцева (род. 17 июля 1953 года, Новокузнецк, Кемеровская область, СССР) — российский онколог, член-корреспондент РАН (2016).

## Биография
Родилась 17 июля 1953 года в Новокузнецке Кемеровской области.
В 1975 году — окончила Томский государственный университет, специальность «биология», затем несколько лет работала на кафедре физиологии человека и животных ТГУ.
С 1979 года по настоящее время — работает в Томского НИИ онкологии ТНИМЦ РАН (тогда это был Сибирский филиал Онкологического научного центра СССР), где прошла путь от старшего лаборанта до руководителя лаборатории иммунологии НИИ онкологии ТНЦ СО РАМН (с 1992 года), и заместителя директора института по научной работе (с 2003 года).
В 1987 году — защитила кандидатскую диссертацию, тема «Микробицидные системы нейтрофильных гранулоцитов в условиях экспериментального злокачественного роста».
В 1999 году — защитила докторскую диссертацию, тема: «Иммунологические механизмы противоопухолевого действия модификаторов биологических реакций различной природы».
В 2001 году — присвоено учёное звание профессора.
В 2016 году — избрана членом-корреспондентом РАН.

## Научная деятельность
Специалист в области молекулярной онкологии, иммунологии, патофизиологии.
Под её руководством получены приоритетные данные о генетической компоненте предрасположенности к раку молочной железы в регионе Сибири и Дальнего Востока, изучена частота наследственных мутаций, ассоциированных с раком молочной железы, в различных сибирских этнических группах населения, показано отсутствие «славянских» мутаций у представителей монголоидных этнических групп.
Получены приоритетные фундаментальные данные, открывающие перспективы разработки инновационных подходов персонализированной терапии онкологических больных для улучшения качества жизни пациентов.
Автор более 600 опубликованных научных работ, из них 230 журнальных статей, 15 монографий.
Под её руководством защищены 4 докторские и 19 кандидаских диссертаций.